# أماندا جارنر
أماندا جارنر (بالإنجليزية: Amanda Garner)‏ هي راقصة أسترالية، ولدت في 1987.

## وصلات خارجية
- أماندا جارنر على موقع IMDb (الإنجليزية)